# Copris siangensis
Copris siangensis är en skalbaggsart som beskrevs av Biswas 1980. Copris siangensis ingår i släktet Copris och familjen bladhorningar. Inga underarter finns listade i Catalogue of Life.